# U 379
U 379 war ein deutsches U-Boot vom Typ VII C, das im Zweiten Weltkrieg von der deutschen Kriegsmarine im Nordatlantik eingesetzt wurde.

## Technische Daten
Bis zum Jahr 1943 war die Kieler Werft der Howaldtswerke für den jährlichen Bau von zwölf U-Booten vorgesehen. Diese Vorgabe konnte in keinem Jahr erfüllt werden. Ein U-Boot des Typs VII C hatte eine Länge von 67 m und verdrängte bei Unterwasserfahrt 865 m³. Ein VII C wurde über Wasser durch zwei Dieselmotoren bis zu einer Geschwindigkeit von 17 kn angetrieben. Bei der Unterwasserfahrt ermöglichten zwei Elektromotoren eine Geschwindigkeit von 7 kn. Bis 1944 bestand die Bewaffnung der Boote dieser U-Boot-Klasse aus einer 8,8-cm-Kanone und einer 2-cm-Flak C/30 an Deck sowie vier Bugtorpedorohren und einem Hecktorpedorohr. Ein VII C-Boot führte üblicherweise 14 Torpedos mit sich. Im November des Jahres 1941 wurden insgesamt neun Boote dieses Typs von der Kriegsmarine in Dienst gestellt. Eine Maling an beiden Seiten des U-Boot-Turms von U 379 stellte ein Hufeisen dar, das in einer grünen Version aus Blech auch von der Besatzung an den Mützen getragen wurde. Das Boot wurde am 29. November unter dem 29-jährigen Kapitänleutnant Paul-Hugo Kettner in Dienst gestellt. Für Kettner, der vorher U 142 kommandiert hatte, war es das zweite eigenständige Kommando.

## Kommandant
Paul-Hugo Kettner wurde am 20. Juni 1912 in Hamburg-Rahlstedt geboren und trat 1933 in die Reichsmarine ein. Er absolvierte seine U-Boot-Ausbildung bis Oktober 1940 und hatte im selben Monat das Kommando auf  U 142 inne. Im Anschluss an die Baubelehrung im November 1941 übernahm er das Kommando auf U 379.

## Einsatz und Geschichte
Bis zum Juni 1942 unterstand U 379 als Ausbildungsboot der in Danzig stationierten 8. U-Flottille und unternahm zum Training der Besatzung Ausbildungsfahrten in der Ostsee. Von Juli 1942 bis zu seiner Versenkung gehörte das Boot der 1. U-Flottille an. Bevor es deren Stützpunkt Brest erreichen konnte, wurde es versenkt.

### Gegen jede Regel
Am 25. Juni 1942 lief U 379 aus Kiel aus. Als Operationsgebiet war der Nordatlantik vorgesehen. Als U 90 am 9. Juli einen ostwärts laufenden Geleitzug aufspürte, untersagte Karl Dönitz Kommandant Kettner den Angriff, da die Besatzung des Bootes nach Meinung des BdU noch zu unerfahren sei. Als Anfang August die U-Boot-Gruppe Steinbrinck den Geleitzug SC 94 attackierte, entschied sich Kommandant Kettner für einen risikoreichen frontalen Angriff. Der Kommandant von U 379 verstieß bei diesem Manöver gegen wesentliche Regeln der von Karl Dönitz entwickelten Rudeltaktik, griff den Geleitzug getaucht und bei Tage an und versenkte den amerikanischen Dampfer Kaimoku (6.367 BRT).  Zudem konnte er das britische Schiff Anneberg (2.537 BRT) so nachhaltig beschädigen, dass es am folgenden Tag von den eigenen Streitkräften versenkt werden musste.

## Versenkung
U 379 wurde von der britischen Korvette Dianthus aufgespürt, während eines Ausweichmanövers mit Wasserbomben getroffen und zum Auftauchen gezwungen. Als U 379 an die Wasseroberfläche kam, wurde es von der Korvette unter Feuer genommen und während eines Rammversuchs überlaufen. Gleichzeitig warf die Dianthus mehrere auf geringe Tiefe eingestellte Wasserbomben. Unter dem Eindruck der nachhaltigen Beschädigungen entschloss sich Kommandant Kettner, das Boot aufzugeben und befahl seiner Besatzung, auszusteigen und die Selbstversenkung einzuleiten. Während die U-Boot-Fahrer ins Wasser sprangen, beschoss die Dianthus das Boot mit Granaten und Maschinengewehr und unternahm drei erfolgreiche Rammstöße. Danach leitete der britische Kommandant Rettungsmaßnahmen ein und fischte fünf Überlebende auf. Die Dianthus hatte zusammen mit einem kanadischen Zerstörer zwei Tage vorher U 210 versenkt und Teile der deutschen Besatzung an Bord. Die Überlebenden von U 210 halfen bei den Rettungsmaßnahmen.